# 세이와촌 (지바현)
세이와촌(清和村)은 지바현 기미쓰군에 일찍이 존재했던 촌이다. 현재의 기미쓰시 남부에 해당한다.

## 역사
- 1955년 3월 31일 - 아키모토촌, 미시마촌이 합병 신설되었다。
- 1970년 9월 28일 - 기미쓰정, 가즈사정, 고이토정, 오비쓰촌이 합병, 새로운 기미쓰정이 신설되어 소멸하였다。
- 1971년 9월 1일 - 기미쓰정이 시로 승격해 기미쓰시가 되었다.